# Gnophomyia molinae
Gnophomyia molinae är en tvåvingeart som beskrevs av Alexander 1930. Gnophomyia molinae ingår i släktet Gnophomyia och familjen småharkrankar.
Artens utbredningsområde är Ecuador. Inga underarter finns listade i Catalogue of Life.